# هوارد يونكر
هوارد يونكر (بالإنجليزية: Howard Junker)‏ هو صحفي أمريكي، ولد في 1940.